# Антерьё
Антерьё (фр. Anterrieux, окс. Anterius) — коммуна во Франции, находится в регионе Овернь. Департамент — Канталь. Входит в состав кантона Шод-Эг. Округ коммуны — Сен-Флур.
Код INSEE коммуны — 15007.
Коммуна расположена приблизительно в 450 км к югу от Парижа, в 110 км южнее Клермон-Феррана, в 50 км к востоку от Орийака.

## Население
Население коммуны на 2008 год составляло 128 человек.
| 1962 | 1968 | 1975 | 1982 | 1990 | 1999 | 2008 |
| ---- | ---- | ---- | ---- | ---- | ---- | ---- |
| 147  | 132  | 141  | 112  | 124  | 130  | 128  |

## Экономика

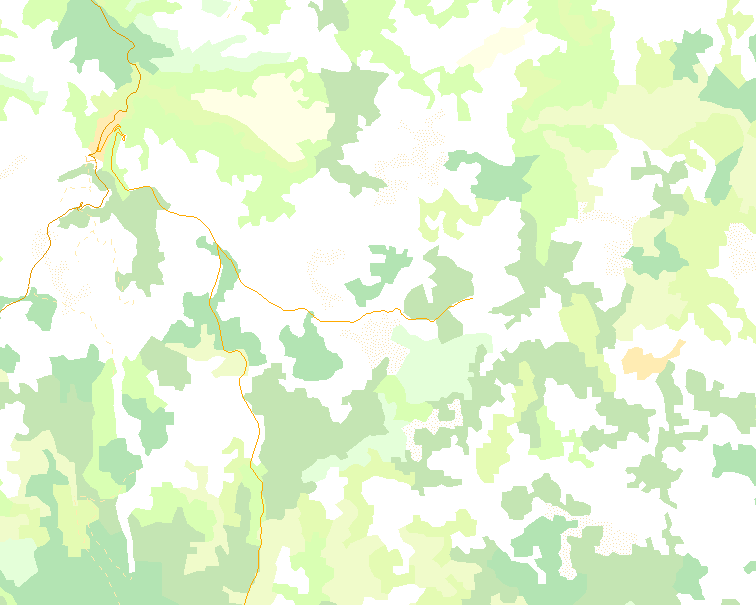
Карта коммуны

В 2007 году среди 80 человек в трудоспособном возрасте (15—64 лет) 65 были экономически активными, 15 — неактивными (показатель активности — 81,3 %, в 1999 году было 75,0 %). Из 65 активных работали 64 человека (33 мужчины и 31 женщина), безработным был 1 мужчина. Среди 15 неактивных 6 человек были учениками или студентами, 7 — пенсионерами, 2 были неактивными по другим причинам.